# 110 e frode
110 e frode (Stealing Harvard) è un film commedia del 2002, diretto da Bruce McCulloch e interpretato da Jason Lee e Tom Green.

## Trama
John Plummer è fidanzato con Elaine Warner e intende utilizzare i suoi risparmi che accumula da una vita di 30000 $ per versare un acconto su una casa. Lavora per il padre di Elaine, il signor Warner, a cui John non piace. Allo stesso tempo, la nipote di John, Noreen, figlia della sorella Patty, viene accettata all'Università di Harvard, ma ha bisogno di ulteriori 30000 $ in aggiunta alle sue borse di studio. Noreen mostra a John una vecchia videocassetta in cui ha promesso di pagare lui per il college di Noreen. John ora ha un dilemma morale e finanziario: deludere la sua fidanzata o deludere sua nipote e rovinarle la possibilità di sfuggire alla povertà.
John si confida con il suo amico Walter "Duff" Duffy, un paesaggista. Convince John a rubare a uno dei suoi ricchi clienti, che tiene grandi quantità di denaro in una cassaforte sbloccata. La coppia parte per rubare i soldi, ma Duff scappa quando le luci si accendono in casa, lasciando John a farsi sorprendere da Emmett Cook. Sotto la minaccia delle armi, Cook costringe John a travestirsi e interpretare la parte della defunta moglie di Cook mentre i due uomini giacciono a letto. Alla fine, dopo aver scattato una fotografia incriminante di John, Cook lo rilascia. Mentre se ne va, il signor Warner passa e prende atto del comportamento in preda al panico di John, credendo di aver sorpreso John in una relazione.
Seguono altri disastri quando John e Duff cercano di rapinare un negozio di liquori e in seguito tentano di truffare un signore della droga per 30 000 dollari inventando una storia fasulla sulla gestione di un giro di ecstasy. Un detective della polizia è sulle tracce di John e Duff, ma non ha mai prove sufficienti per incolpare loro di nessuno dei crimini. Nel frattempo, il signor Warner irrompe nella residenza di Cook per ottenere prove contro John e, una volta che Cook lo cattura, è costretto a copulare anche  con lui. Nonostante ciò, Warner trova un terreno comune con Cook poiché anche lui è vedovo anche se non è d'accordo con il metodo per superare il dolore di Cook. Prima di partire, la Warner trova la foto di John dall'album, che poi dà a Elaine.
John è costretto a confessare tutto a Elaine, che non è turbata e ammira fino a che punto era disposto a fare per compiacerla e mandare sua nipote ad Harvard. Elaine poi confida a John che suo padre tiene una grande quantità di denaro nel suo ufficio e che sarebbe facile per loro rubarlo. John, Elaine e Duff decidono di rapinare l'ufficio durante la notte. Sfortunatamente, il signor Warner aveva nascosto il suo cane Rex all'interno del caveau. Rex si attacca all'inguine di Duff e, stranamente, si diverte così tanto da non lasciarlo andare. Proprio mentre John ed Elaine trovano i soldi, il signor Warner cerca di attaccarli ma viene catturato dal detective che lo scambia per un ladro. Mentre Duff è inseguito incessantemente da Rex, John ed Elaine scappano sul furgone di Duff. La polizia arriva e la banda cerca senza successo di scappare. Vengono tutti presi in custodia dal detective e devono affrontare una serie di accuse. John si sente condannato, fino a quando il giudice incaricato della sua citazione in giudizio si rivela essere l'appassionato di pistole Emmett Cook.
Dopo il loro riconoscimento, John lancia un messaggio scritto a Cook, minacciando di esporre il feticcio del giudice; dopo aver letto la nota, Cook respinge rapidamente tutte le accuse contro John. Alla fine, Duff fa del suo meglio e dà a John i suoi risparmi di una vita, 1000 $, che John scommette su un cavallo da tiro che vince e che ha pagato 30 a 1. John ed Elaine sono sposati, Noreen va al college e, nella scena finale, John rimane a riflettere su come Duff poteva aver accumulato 1000 $. L'ultima scena mostra Duff che si offre per copulare con Cook per 1000 $.

## Accoglienza
110 e frode ha ricevuto recensioni negative dalla critica. Attualmente detiene una valutazione del 9% su Rotten Tomatoes sulla base di 103 recensioni con il consenso: "Ci sono alcune risate in Stealing Harvard, ma sono poche e lontane tra loro, e le buffonate di Tom Green invecchiano velocemente".

### Incassi
Uscito il 13 settembre 2002, il film ha incassato 14 036 406 dollari al botteghino statunitense.

## Riconoscimenti
Tom Green fu candidato al peggior attore non protagonista ai Razzie del 2002. Ha vinto il premio al peggior Attore agli Stinkers Bad Movie Awards del 2002